# 요코야마 사토시
요코야마 사토시(일본어: 横山 聡, 1980년 2월 14일 ~ )는 일본의 전 축구 선수이다.

## 구단 경력
과거 오미야 아르디자, 쇼난 벨마레, 도치기 SC, 블라우블리츠 아키타에서 활동하였다.